# Yuki Urushibara
Yuki Urushibara (japonès: 漆原友紀)  (prefectura de Yamaguchi, 23 de gener de 1974) és una mangaka japonesa principalment coneguda per la sèrie Mushishi, per la qual va rebre un premi Excellence Prize per manga en 2003 al Japan Media Arts Festival i el 2006 Premi de Manga Kodansha per manga general o adult. És també coneguda pel seu pseudònim Soyogo Shima (志摩 冬青, Shima Soyogo).

## Treballs
- Mushishi (1999-2008, Kodansha, 10 volums), serialitzat a Afternoon, posteriorment adaptat a l'anime
- Filament (2004), una compilació de treballs curts
- Suiiki (2009-2010, Kodansha), serialitzat a Afternoon